# Incidente dell'Hurricane Hunters NOAA42
Il Volo NOAA 42,  è stato un volo di ricognizione meteorologica avvenuto il 15 settembre 1989. In cui il Lockheed WP-3D Orion, nominativo di chiamata NOAA 42 (National Oceanic and Atmospheric Administration (NOAA) ID N42RF), stava conducendo un volo di ricerca al centro dell'uragano di categoria 2-3 Hugo, ma ha incontrato un uragano di categoria 5. Inoltre, mentre attraversava il muro dell'uragano, il motore numero 3 dell'aereo si guastò, facendo perdere il controllo all'aereo e precipitando verso l'Oceano Atlantico. L'equipaggio riuscì a riprendere il controllo dell'aereo e ad uscire nell'occhio calmo del ciclone. dopodiché l'aereo ha ripreso altitudine, riuscendo a uscire dall'uragano Hugo e rientrando in aeroporto. Nessuna delle 16 persone a bordo (15 membri dell'equipaggio e 1 passeggero) è rimasta ferita.

## L'equipaggio
L'equipaggio della NOAA 42 è il seguente:
- Capitano: Lowell Genslinger
- Primo ufficiale: Jerry McKim
- Navigatore: Sean White
- Ingegnere di volo: Steve Wade
- Operatore radiofonico: Tom Nunn
- Ingegnere elettronico - Al Goldstein
- Ingegnere elettronico - Terry Schricker
- Ingegnere radar: Neil Lane
- Meteorologo - Jeffrey Masters
- Scienziato - Frank Marx
- Ingegnere radar: Peter Dodge
- Ingegnere radar - Robert
- Scienziato dell'oceano atmosferico - Peter H. Black
- Esperto di sonde di scarico: Hugh Willoughby
- Osservatore: James McFadden

A bordo c'era anche la giornalista Janice Griffiths.

## Il volo

### Volo verso l'uragano Hugo

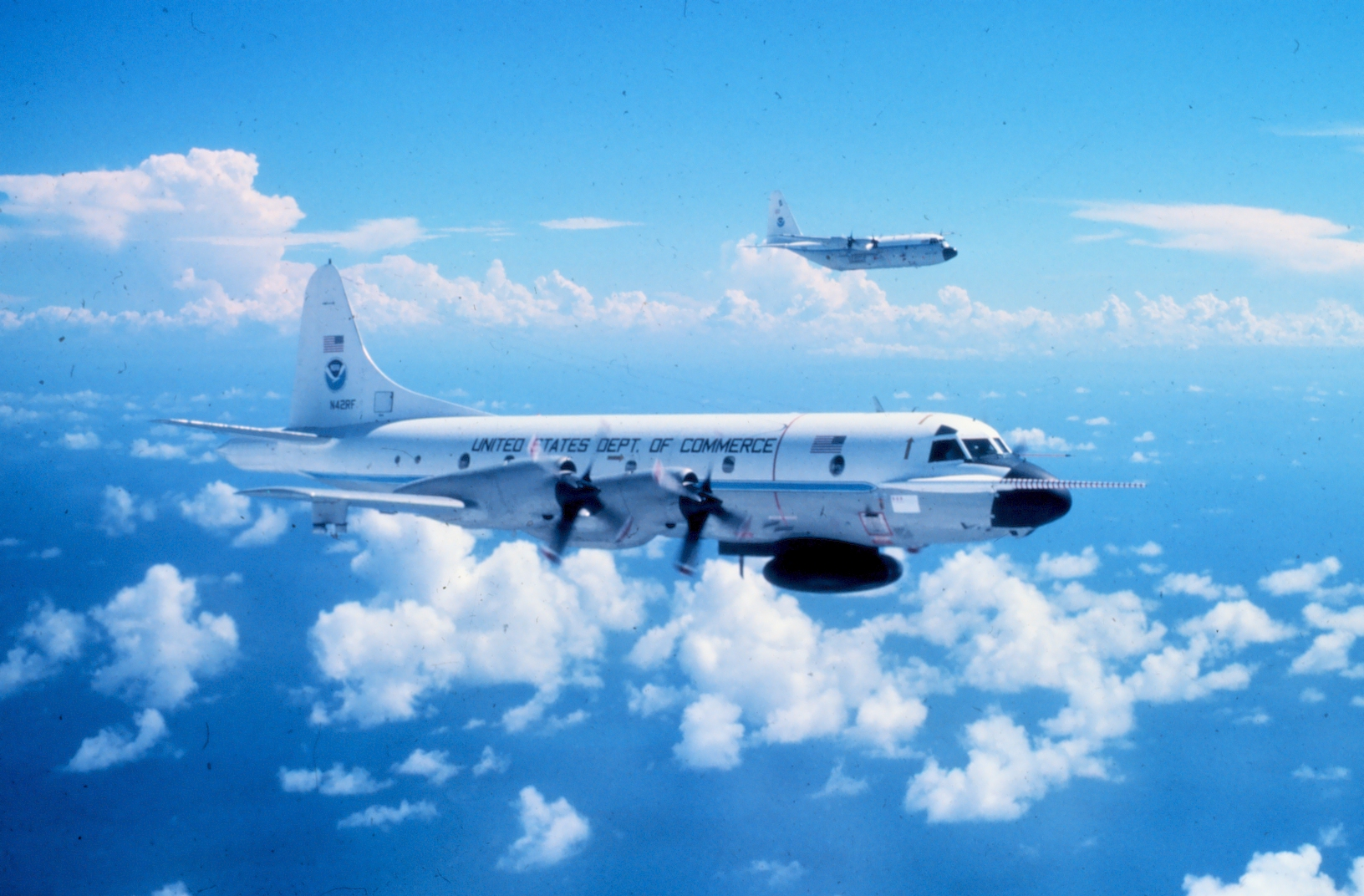
N42RF (NOAA 42) in volo

Lockheed WP-3D Orion N42RF (NOAA42), comunemente noto come Kermit, è un aereo cacciatore di uragani dotato di tre computer e un radar composto da oltre 50 sistemi di navigazione e strumenti scientifici, ed è un cacciatore di uragani che servirà come volo di ricerca durante l'uragano Ugo. L'uragano Hugo si è formato il 10 settembre al largo della costa occidentale dell'Africa e si stava spostando a ovest verso le isole dei Caraibi e la East Coast degli Stati Uniti. È stato diagnosticato come un uragano di categoria da 2 a categoria 3 sulla Scala Fujita. Si prevedeva che NOAA42 entrasse nell'uragano da un'altitudine di 460 metri e indagasse le condizioni meteorologiche al suo interno e attorno ad esso. Secondo il piano, sarebbero stati schierati entrambi i Lockheed WP-3D Orion: N43RF doveva trovarsi sul perimetro dell'uragano e sorvegliare l'ambiente circostante, mentre N42RF doveva penetrare direttamente nel "cuore" (occhio) dell'uragano. In questo caso, la penetrazione nell'uragano doveva essere effettuata ad un'altitudine di 460 metri. Alle 15:55 l'equipaggio accese i motori e alle 16:13:30 il NOAA 42 decollò dall'Aeroporto Internazionale Grantley Adams delle Barbados.
Alle 16:23 l'aereo era salito a un'altitudine di 2.900 metri e i meteorologi a bordo iniziarono a utilizzare il radar per confermare l'uragano. Tuttavia, alle 16:30, lo schermo radar installato nella parte posteriore dell'aereo ha smesso improvvisamente di funzionare. Mentre gli ingegneri elettronici Goldstein e Shriker segnalarono un malfunzionamento del radar e lo ripararono, solo il radar anteriore rimase operativo, ma il raggio di visione era molto limitato. Decidendo che sarebbe stato difficile sorpassare Hugo in queste condizioni, NOAA42 girò attorno a Hugo e attese che le riparazioni del radar fossero completate. I meteorologi hanno indagato su Hugo mentre gli ingegneri elettronici riparavano il radar. Hugo era un uragano estremamente potente con una forma circolare perfettamente simmetrica, con un diametro di circa 643 chilometri e un diametro dell'occhio di 19 chilometri. La velocità del vento era di 240 km/he la pressione al centro raggiungeva i 950 millibar. Hugo avrebbe dovuto essere di categoria 3, ma quando i meteorologi guardarono il suo schermo radar Doppler, notarono un anello scuro di arancione brillante e rosso intorno ai suoi occhi. Ciò ha dimostrato che Hugo era un uragano molto potente. Il team di meteorologi di NOAA42 ha valutato Hugo come paragonabile all'Uragano Gabriel, una tempesta di categoria 4 scoppiata una settimana prima.
Alle 16:55 furono completate le riparazioni al radar di poppa. Il meteorologo e il capitano iniziarono a discutere sull'altitudine di ingresso a Hugo. Il FAC (Forward Air Traffic Control) non intendeva che il NOAA42 scendesse al di sotto dei 1500 metri. Tuttavia, poiché è entrato nell'uragano Gabriel di categoria 4 a un'altitudine di 460 metri ed è passato in sicurezza, si è concluso che non era così pericoloso. Tuttavia, se le turbolenze fossero state estremamente forti, sarebbe stato necessario salire fino a 1.500 metri di altitudine. Alle 17:01, il NOAA 42 abbassò il muso e iniziò una discesa verticale verso un muro di nuvole scure ad una velocità di 300 metri al minuto, raggiungendo un'altitudine di 460 metri alle 17:05. All'inizio della discesa, la velocità del vento variava da 74 a 92 km/h, ma quando l'aereo ha raggiunto un'altitudine di 460 metri, la velocità del vento aveva raggiunto i 157 km/h e la visibilità si è rapidamente oscurata. Pochi minuti dopo, la NOAA 42 superò la turbolenza di Hugo e la visibilità tornò ad essere chiara. Quando ho guardato il radar, ho visto che l'"occhio" era circondato da un anello rosso brillante, e che circondava quell'anello c'era un anello arancione e rosso brillante. Masters, un meteorologo veterano, ordinò alla nave di aumentare la sua altitudine a 1.524 metri (1.524 metri), ma tre minuti dopo, la velocità del vento era scesa a 111 km/h (111 km/h), quindi decisero di rimanere a 460 metri (460 metri) ed entrare nel centro di Hugo. Masters successivamente definì la decisione uno "stupido errore".

### Attraverso l'uragano

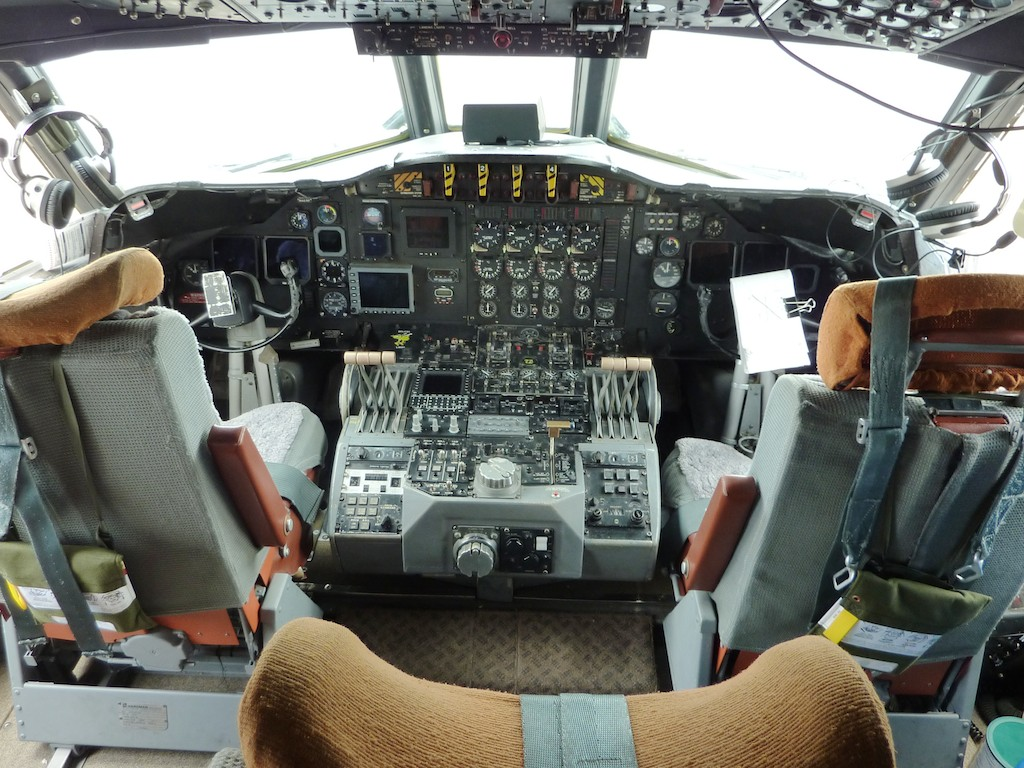
Cabina del NOAA 42

Dopo un breve circuito di attesa, il NOAA 42 volò verso il muro di nuvole intorno all'occhio. Con l'arrivo del tempo soleggiato, il tempo è cambiato rapidamente, la turbolenza è aumentata e la pressione è diminuita. L'aereo che volava sotto la forte pioggia cominciò a inclinarsi da un lato all'altro e le sue estremità alari oscillarono con un'apertura alare fino a diversi metri. La velocità del vento raggiungeva i 250 km/h e la pressione era di 960 mbar, corrispondente a un uragano di categoria 4. Mentre i primi due terzi del percorso verso il centro dell'uragano erano ancora relativamente normali, il comandante in seguito descrisse il percorso rimanente come “come se si fosse scatenato l’inferno”. Poiché la turbolenza continuava ad intensificarsi, fu presa la decisione tardiva di salire a un'altitudine di 1.524 metri. Ma la turbolenza era già così grande che il Capitano non riusciva a controllare l'aereo da solo, così venne in suo soccorso il copilota ed entrambi misero i motori alla massima potenza. Tuttavia, anche insieme, i piloti non sono riusciti a superare il forte vento dell'uragano e si sono concentrati sul mantenimento dell'altitudine e mantenendo la rotta corretta, sul volo verso il centro dell'uragano. Poco più di un minuto dopo, la velocità del vento ha raggiunto i 287 km/h e ha continuato ad aumentare, e la pressione è scesa a 950 mbar e anch'essa ha continuato a diminuire, cioè l'uragano Hugo è in realtà quasi di categoria 5.
Alle 17:27, secondo i registratori di volo, con una rotta di 014°, è stato registrato il massimo vento laterale: 324 km/h. Dopo 5 secondi, seguendo già una rotta di 27° ad un'altitudine reale di 405 metri, l'aereo cadde in una corrente d'aria discendente la cui velocità raggiunse i 35 km/h, e alle 17:27:56 fu dissipata da un flusso d'aria. sale ad una velocità di 38 km/h. I meteorologi a bordo hanno registrato venti costanti di 343 km/h, raffiche di 363 km/h e una pressione di 930 mbar. L'uragano Hugo è finito come uragano di categoria 5. Il NOAA 42 ha incontrato per la prima volta un ciclone così potente e solo la sua forte struttura gli ha impedito di disintegrarsi nell'aria.
Dopo aver abbassato il muso con un angolo di 13°, l'aereo iniziò a scendere alle 17:28 e raggiunse una velocità di 535 km/h, e alle 17:28 ad un'altitudine di 277 metri iniziò ad effettuare una virata a destra. Cominciò gradualmente ad illuminarsi, indicando che era vicino all'occhio, ma poi improvvisamente si oscurò, dopodiché si verificò una scossa, provocando un triplo sovraccarico e poi un altro, mentre diversi pezzi dell'attrezzatura si ruppero e furono lasciati nella cabina. di passeggeri, il terzo colpo, con un sovraccarico sei volte maggiore, fece tremare l'intero aereo. Allo stesso tempo, in cabina, l'equipaggio ha visto dagli strumenti che c'era un incendio nel motore numero 3, e in cabina, attraverso i finestrini, dal motore è uscito un lungo flusso d'aria infuocata lungo circa 9 metri. Successivamente è stato accertato che la temperatura nel motore aveva raggiunto i 1260 °C, poi alle 17:28 il motore si è spento. L'equipaggio non aveva quasi alcun controllo sull'aereo, che iniziò rapidamente a virare a destra. Poi, intorno alle 17:29, la turbolenza si fermò bruscamente: a 270 metri sopra l'acqua e su una ripida sponda destra, la NOAA 42 raggiunse finalmente il calmo epicentro dell'uragano Hugo.

### Dentro l'occhio dell'uragano

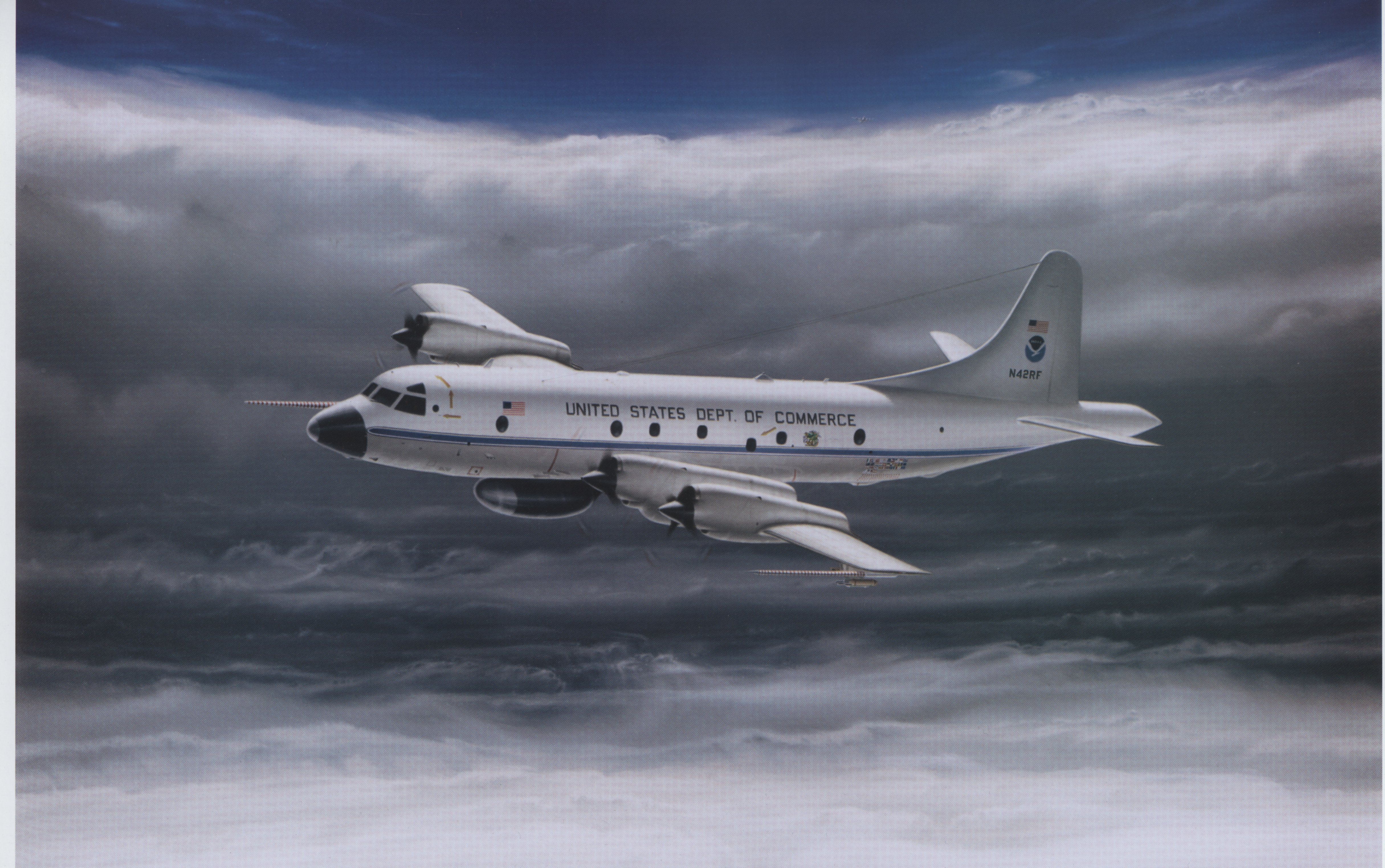
NOAA 42 nell'epicentro dell'uragano Hugo

Dopo essere emersi dalle nuvole, i piloti hanno immediatamente informato la cabina di pilotaggio che il motore numero 3 dell'aereo era guasto, e nel motore numero 4 c'era qualcosa di simile a un pezzo di stoffa lungo circa 2 metri. L'aereo era ancora sulla riva destra e non volava verso il centro dell'uragano, ma verso destra. I piloti hanno quindi effettuato una virata a sinistra, volando pericolosamente vicino alle nuvole, dopodiché l'aereo ha iniziato a girare nell'occhio dell'uragano, guadagnando gradualmente quota. 7 minuti dopo il NOAA 42 ha effettuato una chiamata di emergenza al NOAA 43 informando che avrebbero scaricato il carburante e per il quale la NOAA 43 ha dato l'autorizzazione.

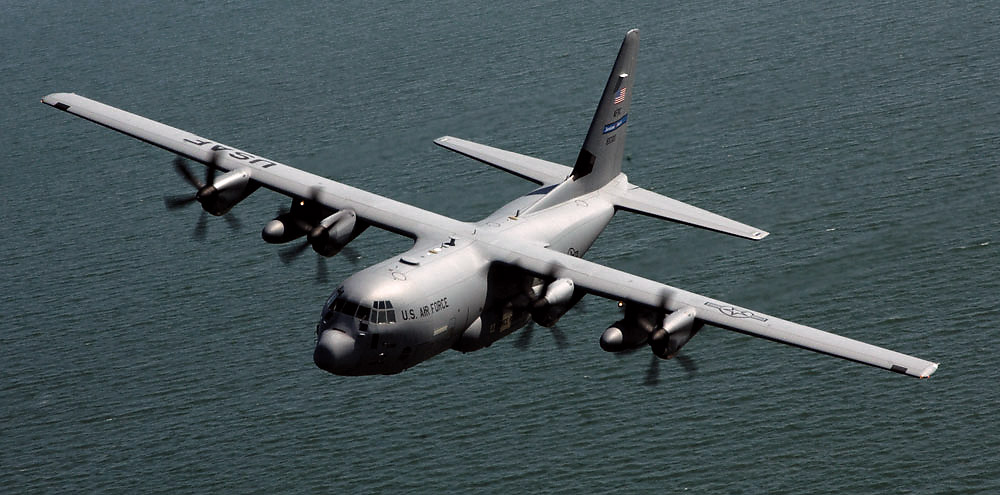
Un C-130 dotato di tecnologia radar

Il sensore di temperatura del motore n. 4 era nella zona rossa, quindi l'equipaggio era giustamente preoccupato che potesse guastarsi. Per guadagnare quota più rapidamente, si è deciso di ridurre il peso dell'aereo. Poiché a bordo c'erano 22.769 chilogrammi di carburante per aerei, l'equipaggio ha deciso di scaricarne 6.803 chilogrammi, spegnendo tutti i componenti elettronici a bordo per eliminare il rischio che si formasse una scintilla che avrebbe potuto incendiare il carburante versato. Dall'aereo sono state lanciate anche le 22 sonde autonome dotate di batitermografi del peso di circa 300 chilogrammi. Dopo aver spento tutti i dispositivi presenti nella cabina, i membri dell'equipaggio hanno iniziato nuovamente a mettere in sicurezza gli oggetti caduti. Quando la quantità di carburante richiesta fu esaurita, l'equipaggio riaccese l'attrezzatura di navigazione e il C-130 da ricognizione (nominativo di chiamata - TEAL 57) li contattò immediatamente. L'equipaggio ha riferito di essere a conoscenza dei problemi dell'aereo meteorologico e di voler tentare di passare verso l'uragano dal lato occidentale, ad un'altitudine di circa 3 chilometri. In risposta, la NOAA 42 ha richiesto che l'aereo militare scendesse dopo essere entrato nell'occhio e ispezionasse il suo quarto motore per eventuali danni. Cinque minuti dopo, TEAL 57 ha riferito di essere entrato nell'occhio dell'uragano e ha richiesto a NOAA 42 la sua posizione. Manovrando al centro di un grande uragano, entrambi gli aerei si avvicinarono ad una distanza di circa 300 metri.

### Uscita dall'Occhio dell'Uragano e successivo atterraggio

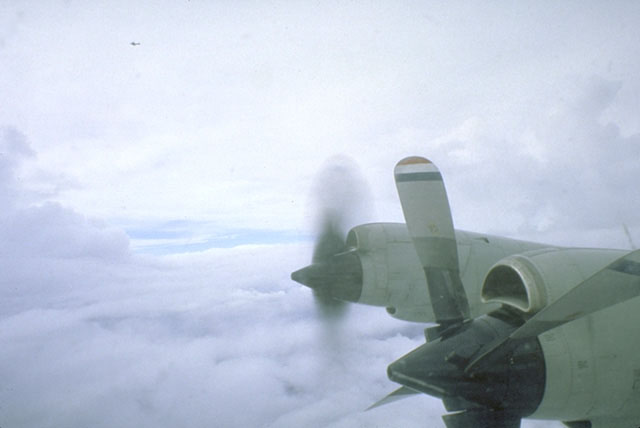
Il motore n. 3 del NOAA 42 in modalità di arresto di emergenza

Circolando all'interno dell'uragano, il NOAA 42 è salito ad un'altitudine di 2133 metri, poiché quando si vola con tre motori, un'ulteriore salita potrebbe portare al surriscaldamento dei motori e al loro guasto. Sono stati quindi contattati da David "Dave" Turner, il comandante dell'equipaggio che li avrebbe seguiti durante l'uragano, TEAL 57, e che stava uscendo dall'uragano a un'altitudine di 4572. A questo, NOAA 42 ha risposto che avevano ancora paura di salire sopra i 2133 metri e che un aereo militare stava già scegliendo per loro un'uscita relativamente sicura a quell'altitudine. La NOAA 43 riferì quindi che avrebbero monitorato la situazione rimanendo a 15.000 piedi. Pochi minuti dopo, TEAL 57 ha riferito che l'uscita attraverso il muro meridionale non era sicura, così come quella orientale. Pochi minuti dopo, l'uscita attraverso il muro nord-est è stata segnalata come relativamente sicura. Il display radar indicava anche che c'era un certo indebolimento dei venti a nord-est dell'occhio di Hugo. Il comandante ha confermato la ricezione dell'informazione e ha informato l'equipaggio della NOAA 42 che erano entrati nell'occhio dell'uragano a 4.600 metri di altitudine sul versante occidentale.
Alle 18:25, seguendo una rotta di 060° a un'altitudine di 2.200 metri e con tre dei quattro motori, il NOAA 42 è entrato a nord della parete orientale dell'uragano. Il copilota controllava l'aereo, dopo pochi secondi il NOAA 42 cadeva sotto una forte pioggia, la velocità del vento raggiungeva i 314 km/h e, in caso di raffiche, anche i 351 km/h. I motori ruggirono mentre l'equipaggio lottava contro la crescente pescaggio. Ma a differenza di quando è arrivato l'uragano, questa volta non ci sono stati colpi forti e dopo mezzo minuto la velocità del vento è scesa a 277 km/h e le turbolenze sono diminuite. I radar meteorologici ora mostravano solo aree gialle e verdi intorno. Dopo un minuto la turbolenza quasi cessò e poi apparve il sole. Un'ora dopo che la situazione catastrofica cominciò a manifestarsi, l'aereo finalmente emerse dall'uragano. Il C-130 chiese se fosse necessario ulteriore aiuto, ma la risposta fu negativa. Alle 18:43, il NOAA 42 salì ad un'altitudine di 3.200 metri e si diresse verso Barbados, dove atterrò in sicurezza alle 20:21:30.
Un mese dopo l'ispezione e la riparazione del motore n. 3, l'aereo ritornò in Florida.
L'uragano Hugo si abbatté presto sui Caraibi e poi sulla East Coast degli Stati Uniti. Sebbene all'epoca fosse sceso alla categoria 4, Hugo uccise più di 100 persone e il danno totale fu di 9.000.000.000 di dollari, rendendolo l'uragano più costoso e distruttivo dal 1989 ad oggi.

## L'indagine
Gli investigatori del National Transportation Safety Board (NTSB) sono arrivati all'Aeroporto Internazionale Grantley Adams, Bridgetown, Barbados. Come stabilito, il radar meteorologico inferiore funzionava e la sua portata permetteva di vedere una parte significativa dell'uragano, il monitor di questo radar era in bianco e nero, cioè inutile in questa situazione, poiché era impossibile determinare il colore dell'uragano. singole zone. Il radar anteriore, a sua volta, aveva un monitor a colori, ma il raggio d'azione era piuttosto piccolo. Per questo motivo l'equipaggio della NOAA 42 non è stato in grado di determinare correttamente la forza dell'uragano e quindi l'ingresso su Hugo è avvenuto a soli 457 metri di altitudine, con percorsi anche pericolosi.

### La causa
La causa dell'incendio del motore è stata un guasto al sensore del carburante, che ha causato l'ingresso di carburante in eccesso nel motore, che poi si è acceso. Questo era uno svantaggio comune di questi velivoli. Il fatto che l'incendio del motore si sia verificato durante un volo pericoloso attraverso un uragano si è rivelato semplicemente un inconveniente. Anche se a difesa del design dell'aereo vale la pena sottolineare la sua grande resistenza, poiché quando ha attraversato un uragano di categoria 5 con sovraccarichi anche 6 volte l'integrità strutturale non è stata compromessa.

## Conseguenze

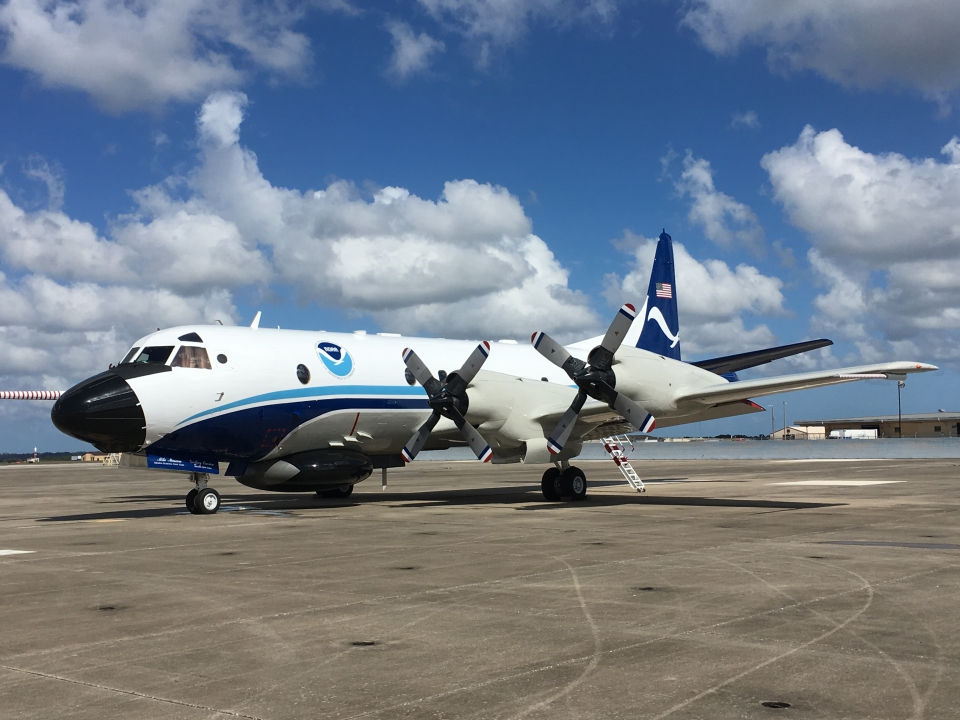
Il NOAA42 nel 2016

L'aereo NOAA 42 è stato riparato dopo l'incidente e continua a condurre voli di ricerca verso i centri degli uragani.

## L'incidente nei media
L'incidente del NOAA 42 è descritto nell'episodio 6 della stagione 13 della serie televisiva di documentari canadesi Indagini ad alta quota nell'episodio Nell'occhio del ciclone.